# Lijst van burgemeesters van Diepenveen
Dit is een lijst van burgemeesters van de voormalige Nederlandse gemeente Diepenveen in de provincie Overijssel. Diepenveen werd toen Nederland tot het Eerste Franse Keizerrijk behoorde, op 1 januari 1811 als mairie Colmschate een zelfstandige bestuurseenheid, die in november van dat jaar werd omgedoopt tot mairie Diepenveen en na de Franse tijd gemeente Diepenveen heette. Op 1 januari 1999 is Diepenveen bij de gemeente Deventer gevoegd.
| Ambtsperiode                      | Naam burgemeester                                | Partij of stroming | Bijzonderheden |
| --------------------------------- | ------------------------------------------------ | ------------------ | --- |
| 1811 - 16 mei 1811                | Hendrik van Suchtelen                            |                    | werd onverwacht benoemd als maire, verzocht om medische redenen om eervol ontslag                                                    |
| 1811 - 1844                       | Daniël Gerhard Hendrik Smijter                   |                    | eerst benoemd als maire, na de Franse tijd aangebleven als burgemeester                                                              |
| 2 januari 1844 - 1 juli 1895      | Reint Johan Smijter                              |                    | volgde zijn vader op, bleef nog tot 1899 gemeentesecretaris                                                                          |
| 15 augustus 1895 - 1 januari 1916 | Jan Willem Doffegnies                            |                    | [ 7 ] |
| 8 februari 1916 - 1 november 1922 | jhr.dr. Cornelis Johannes Sandberg tot Essenburg |                    | [ 7 ] |
| 3 augustus 1922 - 7 april 1930    | M. Kuipers                                       |                    | [ 7 ] |
| 12 mei 1930 - 12 januari 1943     | Jacob Willem Arriëns                             |                    | eerder burgemeester in Gieten, tot 30 mei 1942 burgemeester, daarna waarnemend                                                       |
| 12 januari 1943 - 10 april 1945   | Meinder Hemme Batjes                             | NSB                | was burgemeester van de gemeenten Kuinre en Blankenham                                                                               |
| 10 april 1945 - 30 april 1945     | A.J. (Broos) Ganzeboom                           | (RKSP)             | waarnemend was van 1939 tot 1941 lid van Provinciale Staten van Overijssel en werd later in 1945 benoemd als burgemeester van Raalte |
| 30 april 1945 - 1 mei 1946        | Paul D. Baerends                                 |                    | waarnemend |
| 1 mei 1946 - 1 mei 1957           | Philippus van der Most                           |                    | [ 12 ] |
| 16 augustus 1957 - 15 mei 1980    | mr. Samuel Crommelin                             |                    | [ 13 ] |
| 1 juli 1980 - 16 januari 1988     | drs. R.P.H. (Ruud) Oudenhoven                    | CDA                | van 1977 tot 1982 lid van de Eerste Kamer; werd burgemeester van Zevenaar                                                            |
| 1988 - 1 januari 1999             | drs. A.D. (Ad) van den Bergh                     | CDA                | werd waarnemend burgemeester van Strijen en daarna burgemeester van Alblasserdam                                                     |